# Schaufelradbagger

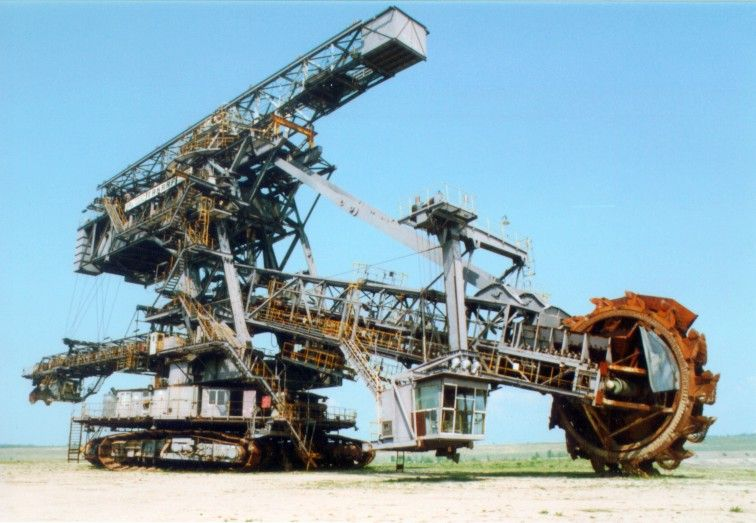
Schaufelradbagger 1521 SRs1300 in Ferropolis

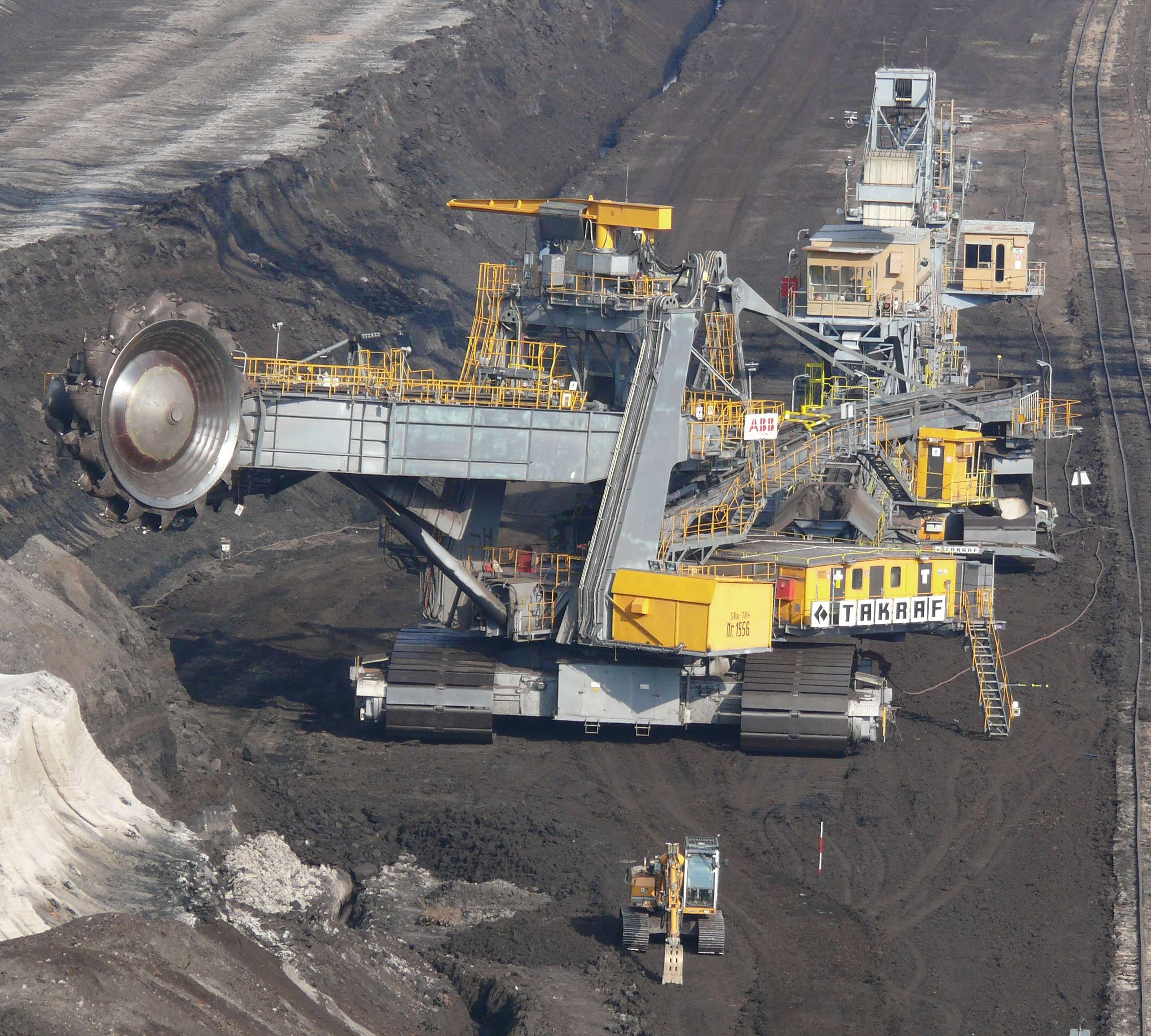
Größenvergleich zwischen Schaufelradbagger (1556 SRs704) und Kettenbagger im Tagebau Cottbus-Nord

Schaufelradbagger sind Maschinen zum Abbau von Rohstoffen und für den Einsatz auf Großbaustellen. Sie sind mit einem kontinuierlich drehenden Rad mit mehreren Baggerschaufeln zum Lösen und Transportieren des Materials ausgestattet und weisen eine hohe Förderleistung auf. Besonders große Schaufelradbagger – mit Ausmaßen von mehreren hundert Metern – werden im Braunkohlebergbau eingesetzt.

## Entwicklung und Größe
Schaufelradbagger zählen zu den größten und spektakulärsten Baggern der Welt und werden seit den 1930er Jahren hergestellt. Seit 1978 gibt es Bagger, die täglich bis zu 240.000 Tonnen Kohle oder Kubikmeter Abraum bewegen können. Diese 240000er sind bis heute die größten Bagger der Welt. Mit ihrer Inbetriebsetzung und bei einem Gewicht von mehr als 12.000 Tonnen wurden sie – noch vor den Transportplattformen für die Mondraketen der USA – die größten Landfahrzeuge der Erde. Der 1978 vom VVB TAKRAF Lauchhammer gebaute Bagger 1510 SRs 6300 im Lausitzer Revier und der im selben Jahr von Krupp Industrietechnik gebaute Schaufelradbagger „288“ im Rheinischen Revier waren die ersten Bagger dieser Leistungsklasse. Der Bagger 288 arbeitet momentan im Tagebau Garzweiler (RWE Power). Ein fast baugleiches Exemplar aus derselben Zeit ist der „Bagger 289“, gebaut von O&K (Orenstein & Koppel) und LMG (Lübecker Maschinenbau Gesellschaft), der im Tagebau Hambach arbeitet.

## Aufbau

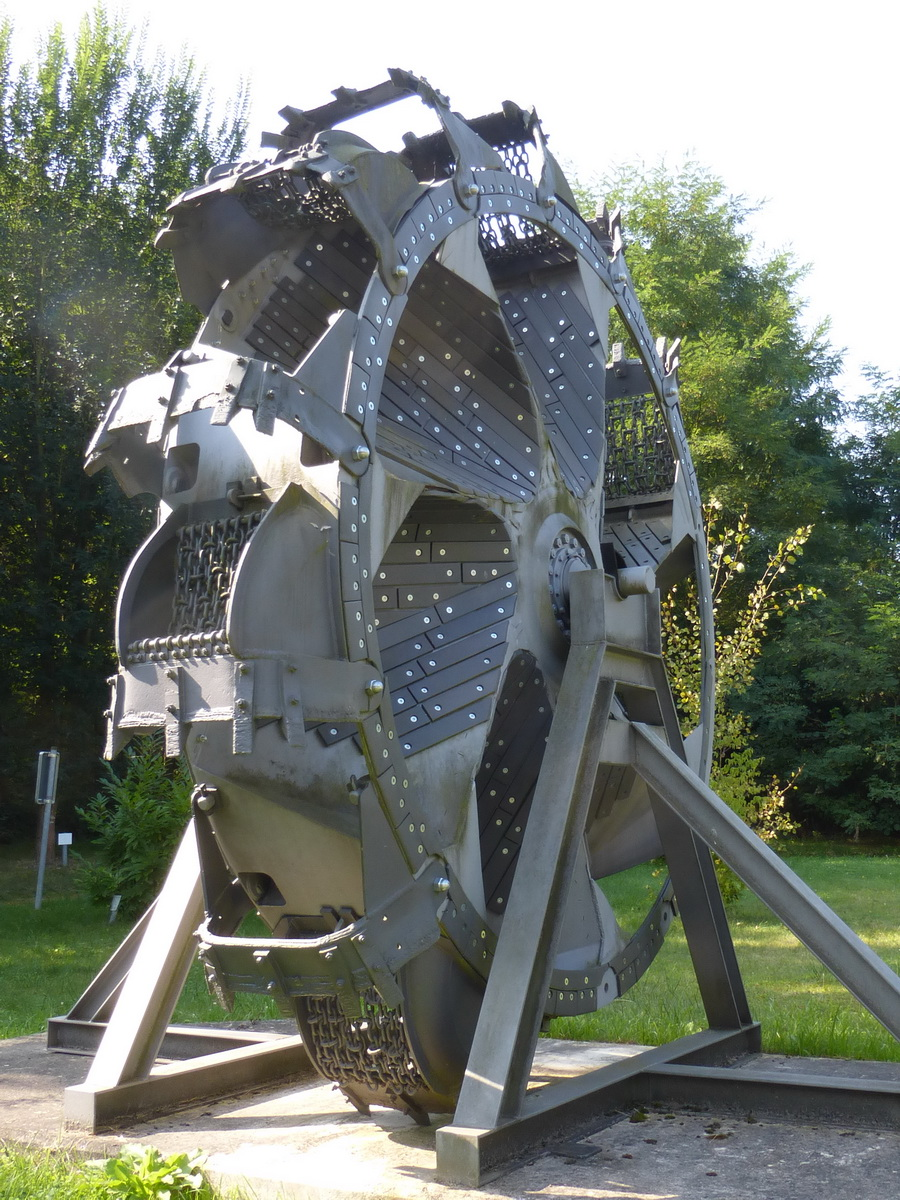
Schaufelrad eines Schaufelradbaggers

Ein Schaufelradbagger besteht aus einem Fahrwerk, einem drehbaren Oberbau und der Verladeeinrichtung. Das Fahrwerk kann als Raupenfahrwerk oder Schreitwerk ausgeführt sein. Am Oberbau ist der Radausleger angebracht, an dessen Spitze sich das Schaufelrad befindet. Ein wichtiges Unterscheidungsmerkmal ist die Ausführung des Radauslegers mit oder ohne Vorschub, was technische Parameter (beispielsweise Aufbau und Eigengewicht) wie auch die Gewinnungstechnologie beeinflusst.
Das Schaufelrad kann zur Radauslegerachse verschwenkt, verkippt oder beides sein. Die Verschwenkung des Schaufelrades (um die Vertikalachse) ist meist nötig, um den Freischnittwinkel für den seitlich angebrachten Schaufelradantrieb zu gewährleisten. Das Schaufelrad wird (um die Radauslegerachse) verkippt, um die Entleerung des Fördergutes zu verbessern.

## Funktionsweise
Der Fahrer schwenkt den Oberwagen in der Regel in einem Winkel von 90° in Abbaurichtung und geräteabhängig bis 35 Grad in Tagebaurichtung. Dabei nimmt dieser den Abraum bzw. die Kohle auf. Das Fördergut wird dann – je nach Stellung des Radauslegers und Höhe der Abbauscheibe – 30 bis 180 Grad aufwärts transportiert, bis es durch die Schwerkraft auf die Schleißschienen (eine 45° schräge Rampe / Rutsche in der sogenannten Schaufelradaustragsschurre) und nachfolgend auf das Förderband des Radauslegers („Radband“) gelangt, und zum Unterwagen transportiert wird. Dort fällt es einige Meter tiefer auf ein zweites Transportband, das zum Beladegerät führt. Letzteres verbindet den Bagger mit der Strossenbandanlage des Tagebaus, die entweder zum Absetzer, Förderbrücken, Kohlezwischenlager (Kohlebunker) oder dem Kraftwerk führt. Die Einheit „Beladegerät“ ist fest mit dem Bagger verbunden und gehört somit dazu. Es handelt sich entweder um ein separat gesteuertes Gerät (sog. Trichterwagen) oder – vor allem bei kleineren Schaufelradbaggern in der Kohlegewinnung – um einen schwenkbaren Ausleger mit Abwurftrichter.

## Technische Daten

### Bagger der RWE Power (vormals Rheinbraun)

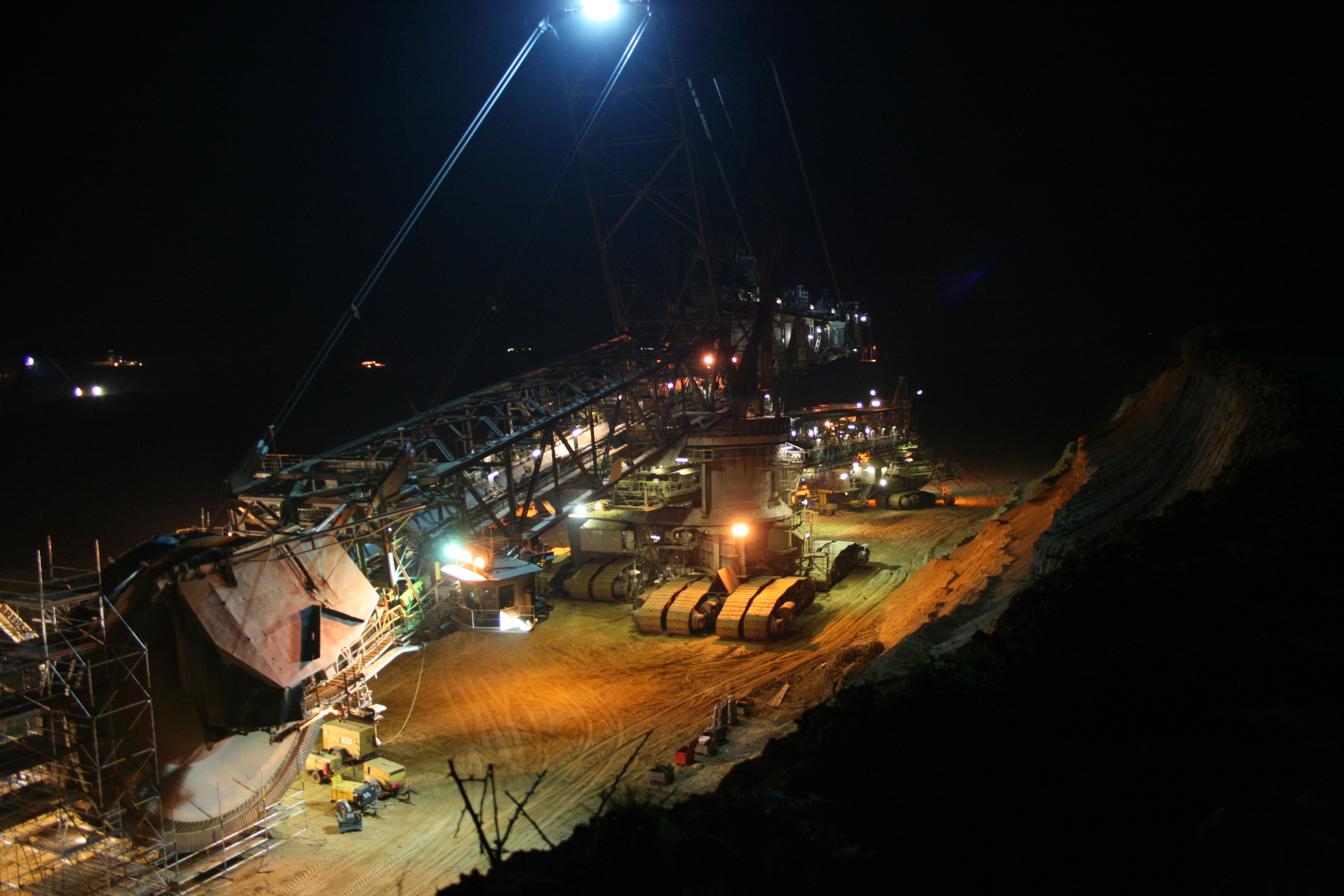
Bagger 258 in Garzweiler bei Wartungsarbeiten
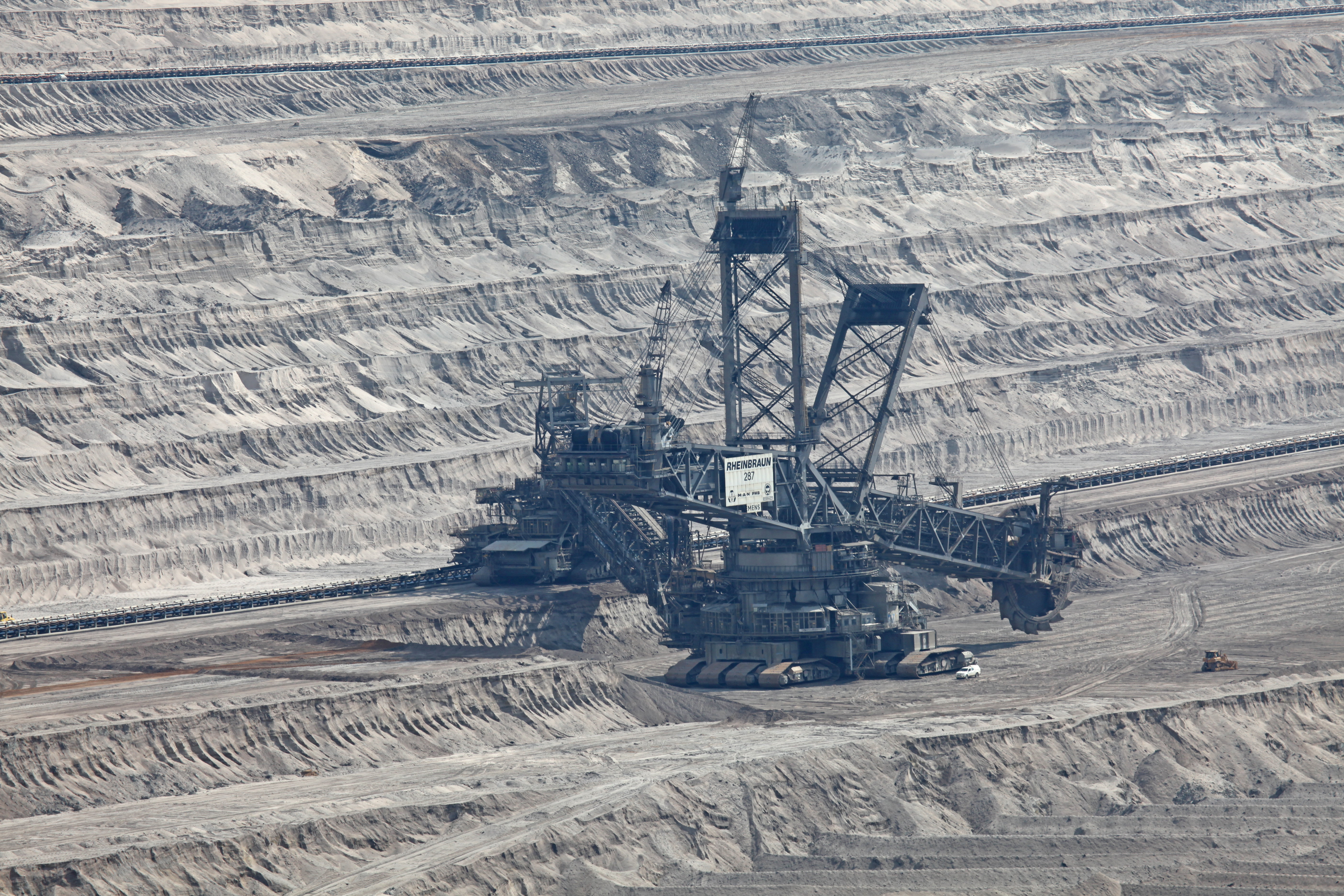
Bagger 287 in Hambach
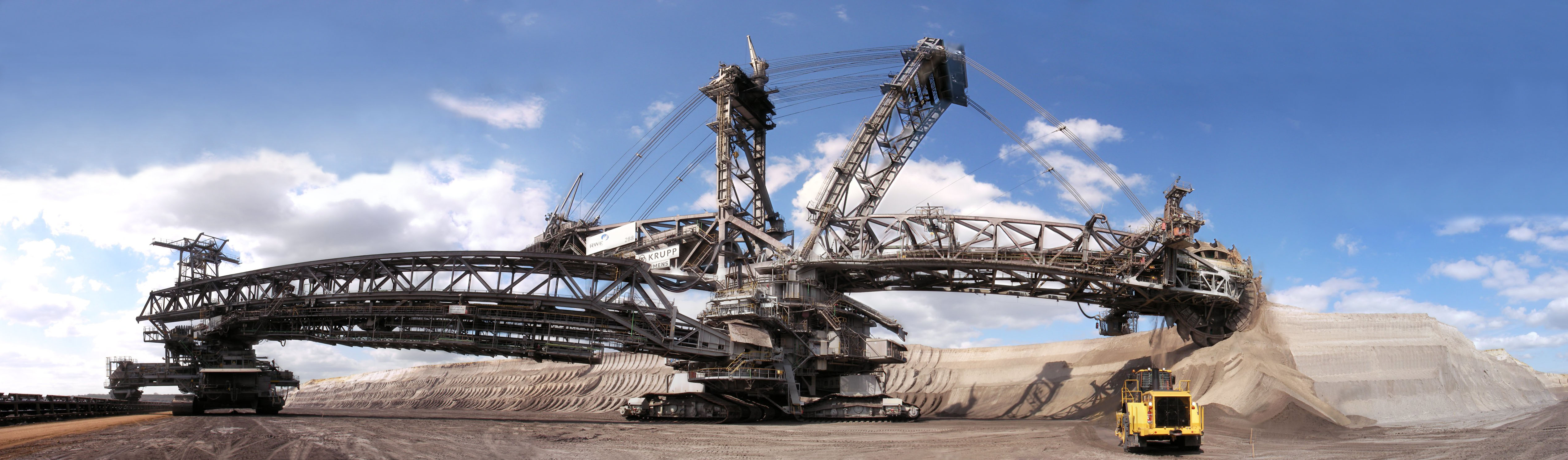
Bagger 288 in Garzweiler
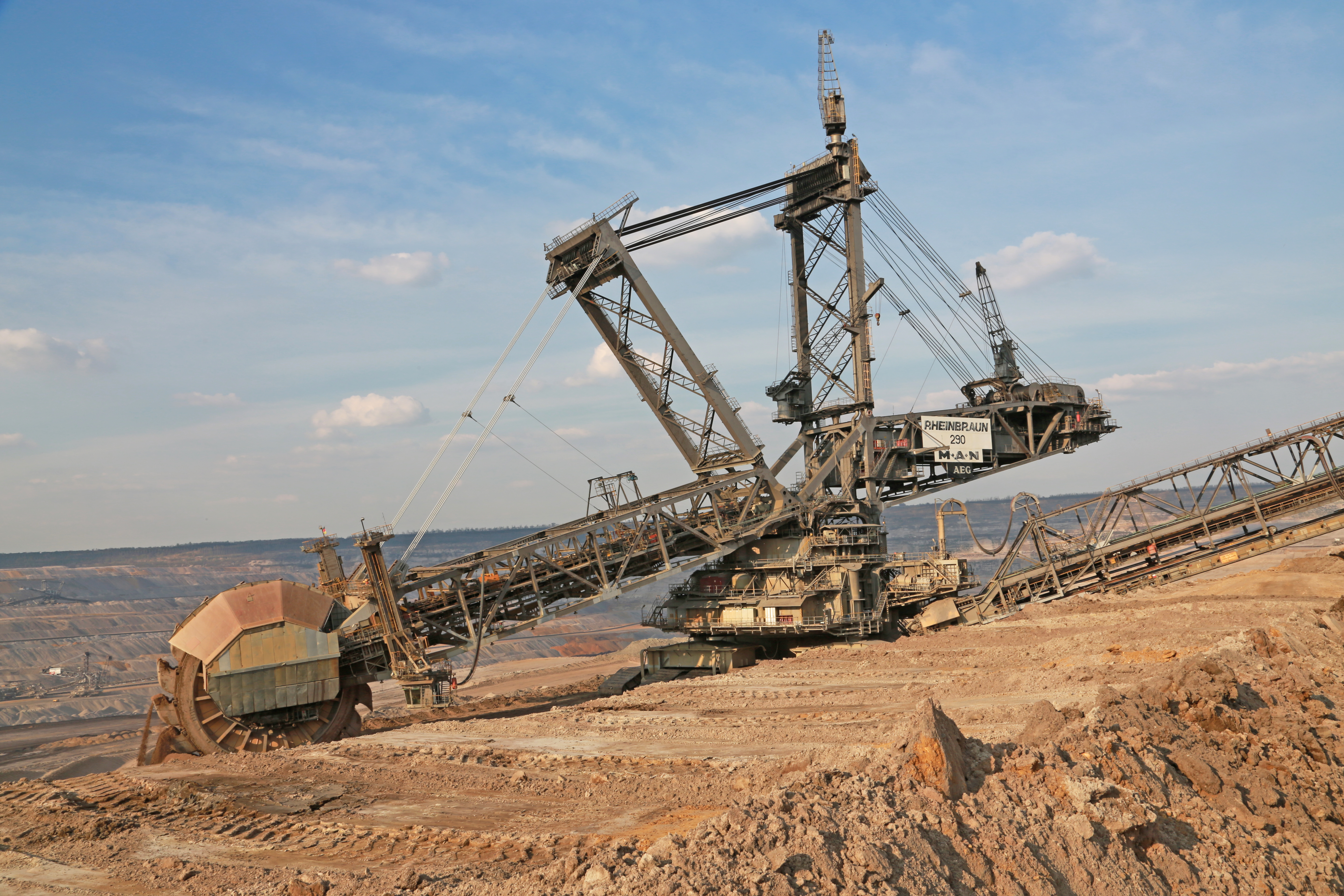
Bagger 290 in Hambach beim Tiefschnitt
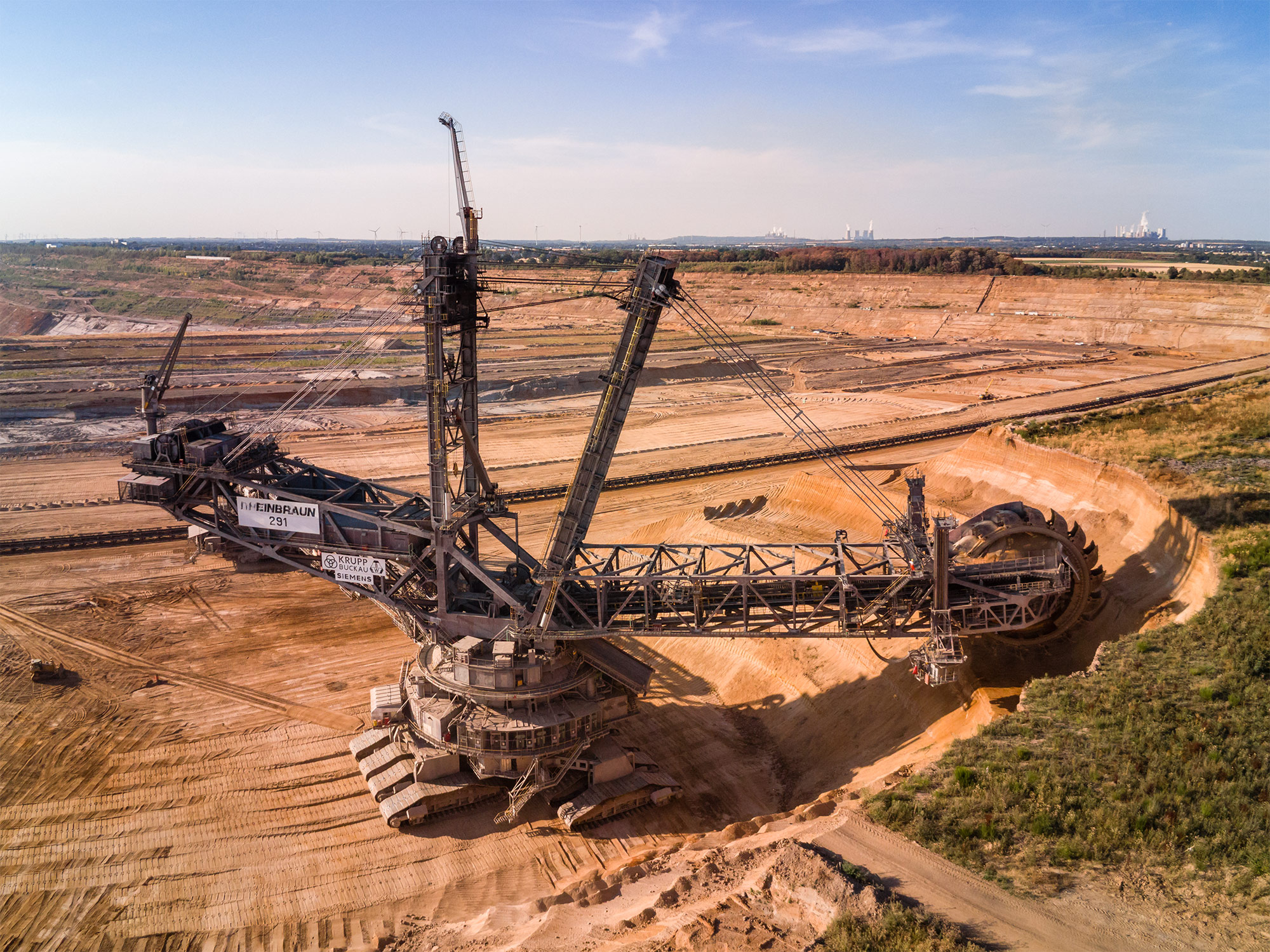
Bagger 291 im Tagebau Hambach

|                                     | Bagger 255    | Bagger 258         | Bagger 259                                                                           | Bagger 260      | Bagger 261         | Bagger 262         | Bagger 271                                                                        | Bagger 275                                                                           | Bagger 281    | Bagger 282    | Bagger 284         | Bagger 285         | Bagger 286    | Bagger 287      | Bagger 288         | Bagger 290      | Bagger 291      | Bagger 293      |
| Baujahr:                            | 1954          | 1957               | 1960                                                                                 | 1962            | 1961               | 1966               | 1958                                                                              | 1959                                                                                 | 1958          | 1963          | 1973               | 1975               | 1974          | 1976            | 1978               | 1978            | 1983            | 1995            |
| Besatzung:                          | 3             | 4                  | 5                                                                                    | 4               |                    | 4                  |                                                                                   |                                                                                      |               |               |                    | 4                  |               | 4               | 4                  | 4               |                 | 5               |
| Dienstmasse:                        | 5900 t        | 3850 t             | 7800 t                                                                               | 7800 t          | 7600 t             | 7386 t             | 3216 t                                                                            | 3454 t                                                                               | 7800 t        | 7778 t        |                    | 13.500 t           |               | 14.000 t        | 12.840 t           | 13.500 t        | 13.500 t        | 14.200 t        |
| Nennförderleistung:                 | 110.000 m³/d  | 110.000 m³/d       | 110.000 m³/d                                                                         | 110.000 m³/d    | 100.000 m³/d       | 110.000 m³/d       |                                                                                   | 60.000 m³/d                                                                          |               |               |                    | 200.000 m³/d       |               | 200.000 m³/d    | 240.000 m³/d       | 240.000 m³/d    | 240.000 m³/d    | 240.000 m³/d    |
| Länge:                              | 210 m         | 171 m              | 210 m                                                                                | 195 m           | 220 m              | 195 m              | 125 m                                                                             | 150 m                                                                                | 220 m         |               |                    | 210 m              |               | 225 m           | 220 m              |                 |                 | 225 m           |
| Höhe:                               | 66 m          | 50 m               | 70 m                                                                                 | 67 m            | 70 m               | 67 m               | 37 m                                                                              | 41,57 m                                                                              | 73 m          |               |                    | 92 m               |               | 95 m            | 96 m               | 96 m            |                 | 96 m            |
| Breite des Fahrwerks:               | 31 m          |                    | 31 m                                                                                 | 31 m            |                    | 31 m               |                                                                                   | 26,922 m                                                                             |               |               |                    | 45 m               |               | 45 m            | 45 m               |                 |                 | 45 m            |
| Anzahl der Raupen:                  | 12            |                    | 12                                                                                   | 12              | 12                 | 12                 |                                                                                   | 12                                                                                   |               |               |                    | 12                 |               | 12              | 12                 | 12              | 12              | 12              |
| Antriebsleistung:                   |               | 5555 kW            | 9478 kW                                                                              | 9478 kW         |                    | 9500 kW            |                                                                                   | 3262 kW                                                                              |               |               |                    | 16.560 kW          |               |                 | 16.560 kW          |                 |                 | 21.870 kW       |
| Fahrgeschwindigkeit:                | 2,8–9,6 m/min |                    | 2–8 m/min                                                                            | 2–10 m/min      | 2–10 m/min         | 2–10 m/min         | 2–6 m/min                                                                         | 2–8 m/min                                                                            |               |               |                    | 2–10 m/min         |               | 2–10 m/min      | 2–10 m/min         | 2–10 m/min      | 2–10 m/min      | 2–10 m/min      |
| minimaler Kurvenradius:             |               |                    | 50 m                                                                                 | 50 m            |                    | 50 m               |                                                                                   | 100 m                                                                                |               |               |                    | 50 m               |               |                 | 50 m               |                 |                 | 50 m            |
| mittlerer Bodendruck:               | 12,5 N/cm²    |                    | 12,3 N/cm²                                                                           | 12,3 N/cm²      |                    | 12,0 N/cm²         |                                                                                   |                                                                                      |               |               |                    | 18,0 N/cm²         |               |                 | 17,1 N/cm²         |                 |                 |                 |
| Schaufelraddurchmesser:             | 17,0 m        | 15,0 m             | 17,3 m                                                                               | 17,3 m          | 17,0 m             | 17,3 m             |                                                                                   | 12,25 m                                                                              |               |               |                    | 21,6 m             |               | 21,6 m          | 21,6 m             | 21,6 m          | 21,6 m          | 21,6 m          |
| Anzahl der Schaufeln:               | 10            | 10                 | 10                                                                                   | 10              |                    | 10                 |                                                                                   | 10                                                                                   |               |               |                    | 18                 |               | 18              | 18                 | 18              | 18              | 18              |
| Schaufel Nenninhalt:                | 5,3 m³        | 1,5 m³             | 2,6 m³                                                                               | 2,6 m³          |                    | 2,6 m³             |                                                                                   | 2,9 m³                                                                               |               |               |                    | 6,6 m³             |               |                 | 6,6 m³             | 6,6 m³          | 6,6 m³          | 6,6 m³          |
| Nennleistung des Schaufelradmotors: | 1× 1250 kW    |                    | 2× 750 kW                                                                            | 3× 630 kW       |                    | 3× 570 kW          |                                                                                   | 2× 360 kW                                                                            |               |               |                    | 4× 630 kW          |               |                 | 4× 840 kW          | 4× 840 kW       | 4× 840 kW       | 3× 1680 kW      |
| Momentaner Einsatzort:              | Tagebau Inden | Tagebau Garzweiler | Tagebau Hambach (im Oktober 2020 mit 44,5 kg Sprengstoff gesprengt und verschrottet) | Tagebau Hambach | Tagebau Garzweiler | Tagebau Garzweiler | Tagebau Garzweiler(im Juli 2021 mit 41 kg Sprengstoff gesprengt und verschrottet) | Tagebau Inden (am 5. November 2021 mit 56 kg Sprengstoff gesprengt und verschrottet) | Tagebau Inden | Tagebau Inden | Tagebau Garzweiler | Tagebau Garzweiler | Tagebau Inden | Tagebau Hambach | Tagebau Garzweiler | Tagebau Hambach | Tagebau Hambach | Tagebau Hambach |

### Bagger des Mitteldeutschen und des Lausitzer Reviers

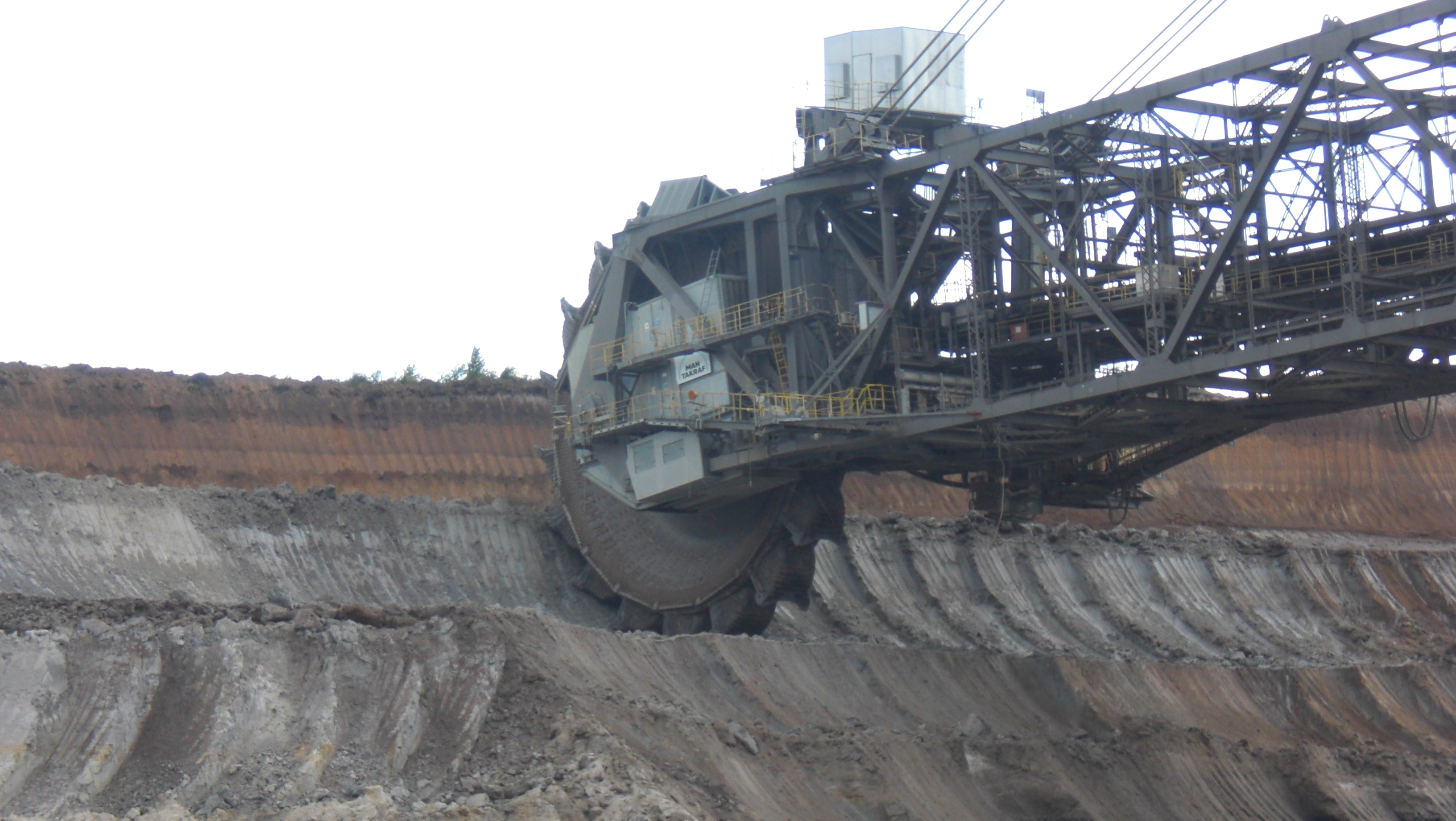
Schaufelrad des 1510 SRs 6300+VR im Vorschnitt, 2009

Die Schaufelradbagger im Mitteldeutschen Braunkohlerevier (Mibrag) und Lausitzer Braunkohlerevier (LEAG, vormals LAUBAG) wurden ausschließlich vom Kombinat TAKRAF hergestellt. Die Gesamtzahl der in der DDR hergestellten und in den Tagebauen der DDR zum Einsatz gekommenen Schaufelradbagger beläuft sich dabei auf etwa 155 Stück. Hinzu kommen noch Exporte in andere Länder des RGW sowie einige alte Bagger aus der Zeit vor 1945.
Die wichtigsten Typen von TAKRAF sind:
- SRs 315
- SRs 500/630
- SRs 630
- SRs 630/800
- SRs 702, SRs 703 und SRs 704 – ca. 2500 m³/h,[5]
- SRs 1200
- SRs 1300 und SRs 1301 – ca. 3500 m³/h,
- SRs 2000 – ca. 6000 m³/h,[5]
- SRs 2400
- SRs 6300 – ca. 14.000 m³/h

Die Bezeichnung SRs steht für „Schaufelradbagger auf Raupenfahrwerken, schwenkbar“. Die Zahl gibt dabei den Rauminhalt einer einzelnen Schaufel in Litern an. Da im Laufe der Entwicklung die Leistungsfähigkeit der Bagger trotz gleichbleibender Schaufelgröße gesteigert werden konnte (beispielsweise durch schneller drehende Schaufelräder, mehr Schaufeln und schnellere Bänder), ist man später dazu übergegangen, die Zahl von der Schaufelgröße zu lösen und diese auf ein theoretisches Schaufelvolumen zu beziehen, welches zur Anwendung gekommen wäre, würde der Bagger in konventioneller Weise gebaut sein. So entspricht die Leistung eines SRs 1300 ungefähr der Leistung eines klassischen Baggers mit 1300 l Schaufelinhalt, obwohl der SRs 1300 nur einen Schaufelinhalt von 700 l bietet. So weist beispielsweise der größte in der DDR gebaute Schaufelradbagger vom Typ SRs 6300 einen Schaufelinhalt von 3300 l auf – und erreicht dennoch die Leistung eines Pendants mit 6300 l Schaufelinhalt. Zwei dieser Geräte werden im Tagebau Nochten (Sachsen; Baujahr 1978) und im Tagebau Welzow-Süd (Süd-Brandenburg; Baujahr 1981) eingesetzt. Ein weiteres Gerät (DDR-Nr. 1550) dieser Größe ist 1988 im Tagebau Breitenfeld (Leipziger Revier) in Betrieb gegangen, wurde allerdings 1996 verschrottet. Obwohl ihre Ausmaße mit 243 m Länge, 57 m Breite und 63 m Höhe unter denen des Baggers 288 (RWE Power) liegen, so erreichen sie doch mit bis zu 336 000 m³/Tag eine deutlich höhere theoretische Förderleistung. Diese theoretische Förderleistung wird allerdings selten erreicht, da hierfür ideale Verhältnisse (loser Kies, hoher Stoß, große Scheibenhöhe) vorhanden sein müssen. Förderleistungen von rund 275.000 m³/Tag sind allerdings schon praktisch erreicht worden.
Ein an die Typenbezeichnung angehängtes „a“ oder „n“ bezeichnet Typen, von denen es eine alte Variante (oftmals Typen aus der Zeit vor 1960) und eine neuere Variante gibt.
Die vollständige Gerätebezeichnung umfasste neben dem (theoretischen) Schaufelinhalt noch die maximale Abbaumächtigkeit im Hoch- und Tiefschnitt, sowie die Länge des Vorschubs und die Antriebsleistung des Schaufelradantriebs. Sofern ein Verladegerät vorhanden gewesen ist, kam noch die Angabe des damit überbrückbaren Höhenunterschieds hinzu. Beispielsweise lautete die exakte Typ-Angabe für einen Bagger vom Typ SRs 1200a:
- SRs 1200.24/4.12 (400 kW)

Daraus lässt sich ablesen, dass der Bagger Schaufeln mit einem Inhalt von jeweils 1200 l hat, im Hochschnitt 24 m und im Tiefschnitt 4 m Mächtigkeit bewältigen kann, einen 12 m langen Vorschub bietet und eine Schaufelradantriebsleistung von 400 kW hat. Von Baggern desselben Grundtyps (z. B. SRs 702) gab es auch verschiedenen Ausführungen, die sich durch andere Abbaumächtigkeiten unterschieden.
Gegen Ende der DDR waren zum Einsatz im Vorschnitt der Tagebaue Nochten und Jänschwalde noch größere Bagger vom Typ SRs 8000 (Baggernummern 1580 und 1587) geplant. Stattdessen wurde von TAKRAF unter dieser Typenbezeichnung der Bagger 293 für den Tagebau Hambach realisiert. Dieser ist damit das schwerste Landfahrzeug der Welt sowie, zusammen mit dem Bagger 288, auch das höchste.
Die größeren Geräte (ab SRs 2000) werden meist zur Abraumförderung eingesetzt, die Bagger mit den geringeren Schaufelvolumen meist zur Gewinnung von Braunkohle. Anfänglich wurden auch kleinere Bagger (zum Beispiel SRs1200) zum Bewegen von Abraummassen verwendet.

#### Bagger im Lausitzer Revier

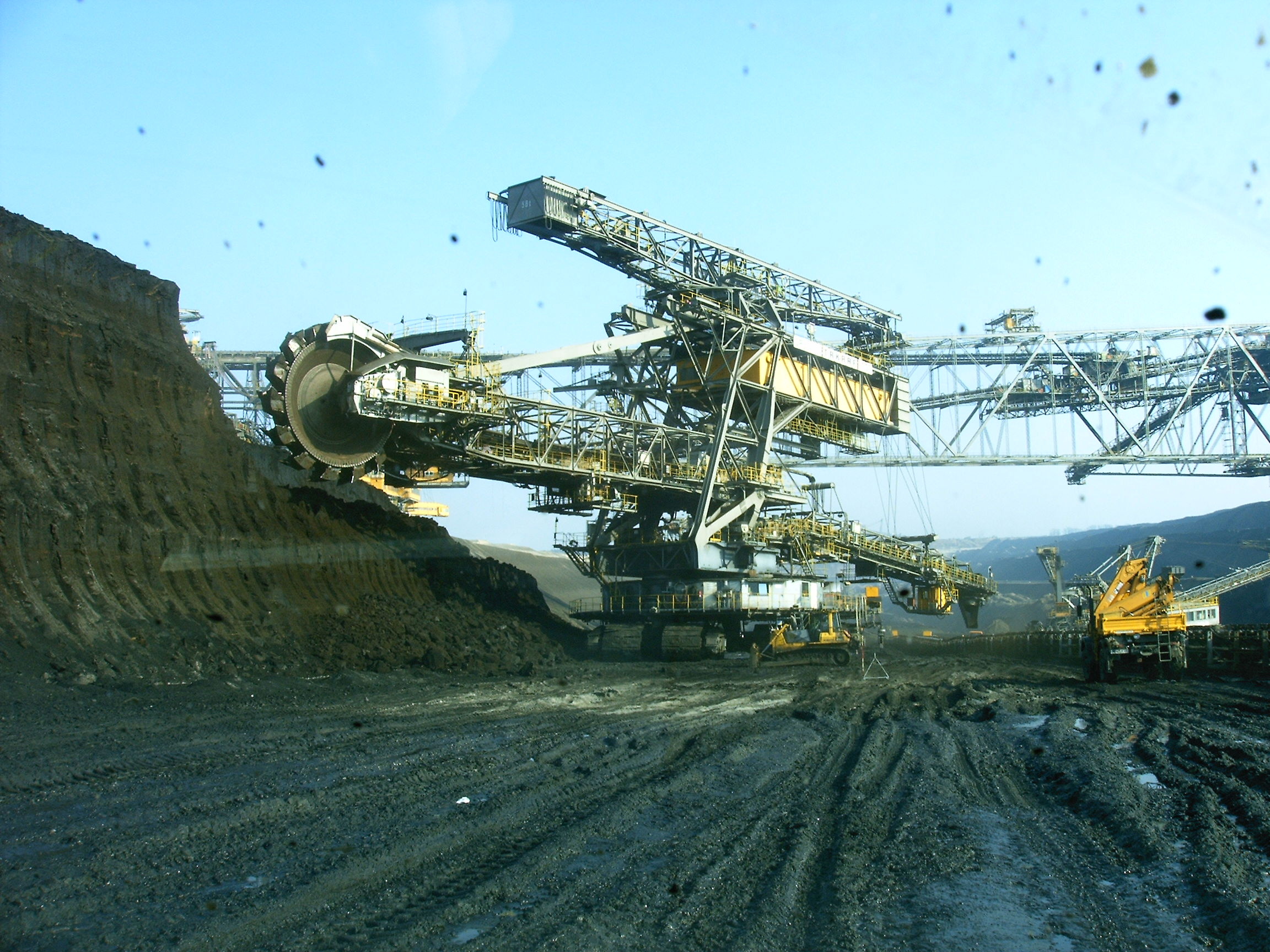
Schaufelradbagger 1530 SRs 1301 in der Kohle des Tagebaus Welzow-Süd

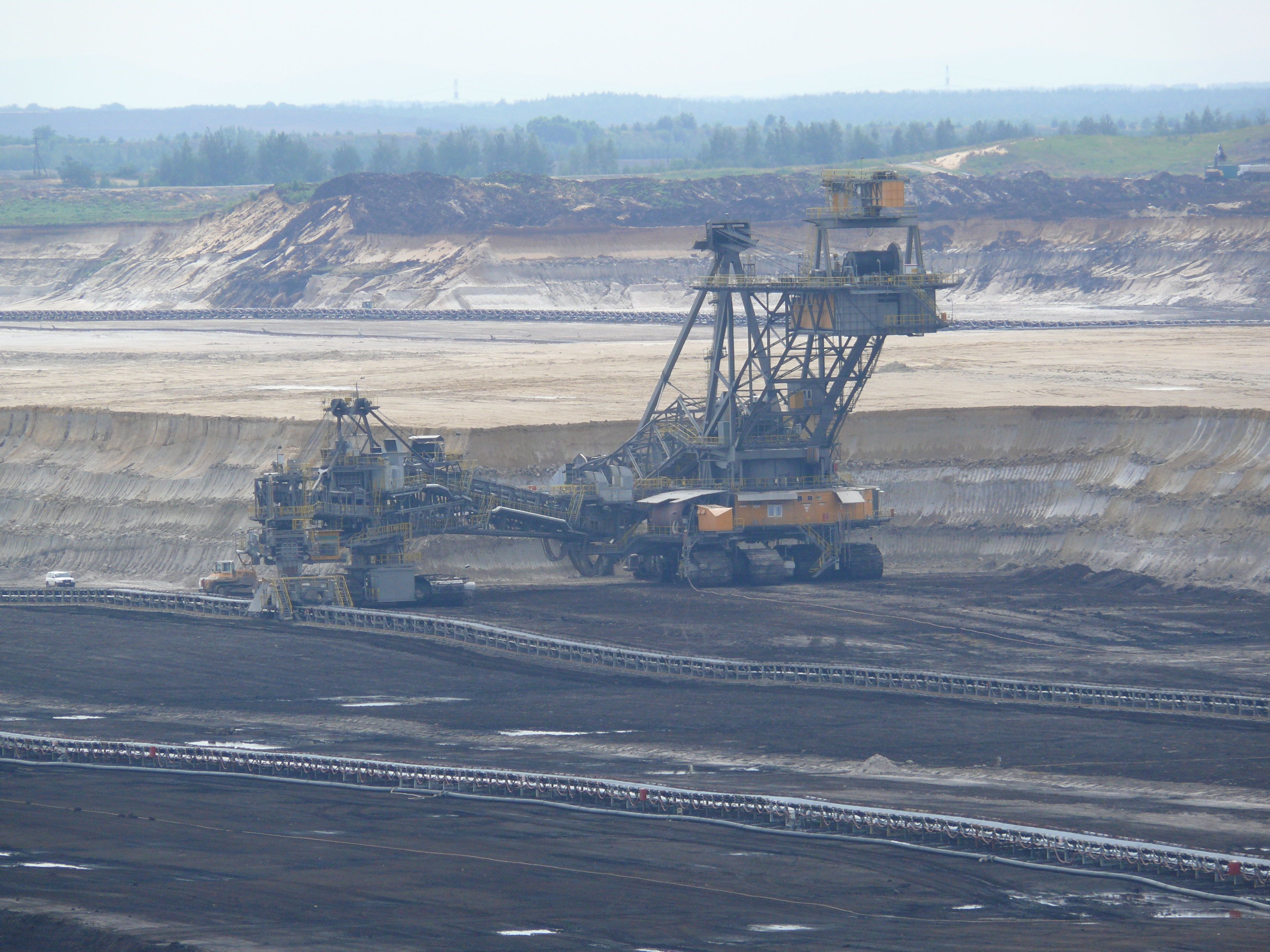
Schaufelradbagger 1571 SRs 2000+VR im Vorschnitt des Tagebaus Nochten

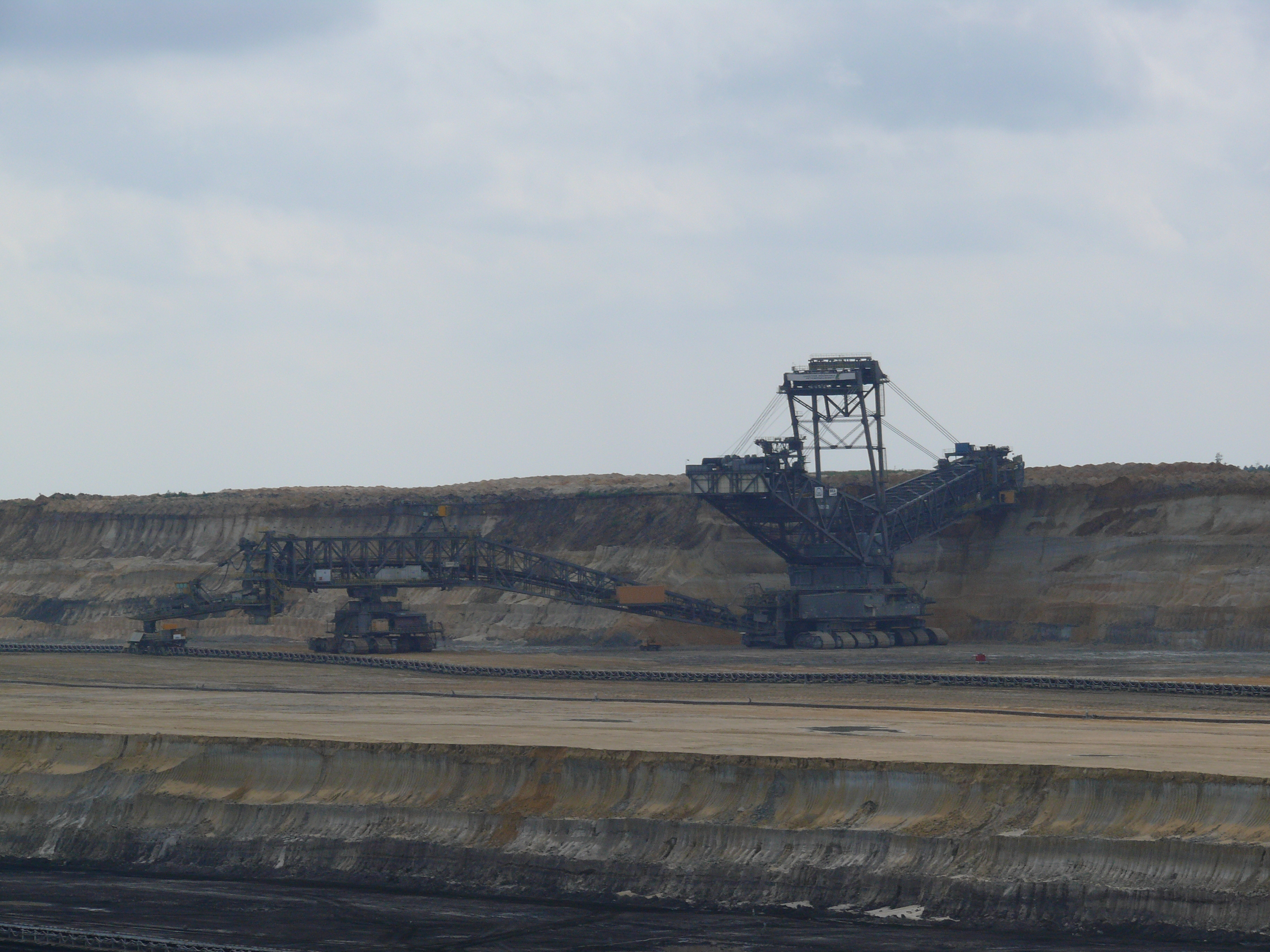
Schaufelradbagger 1510 SRs 6300+VR im Vorschnitt des Tagebaus Nochten

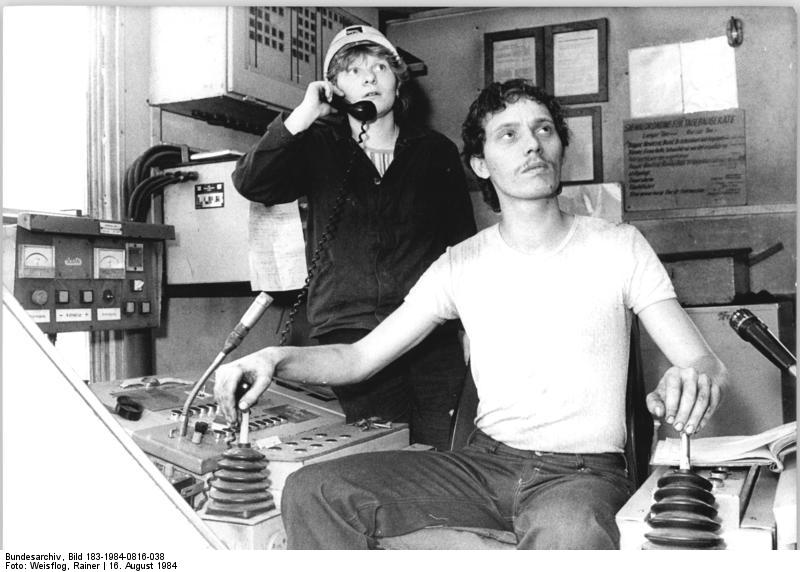
Steuerung des Abraumbaggers 1510 SRs 6300 im Tagebau Greifenhain (1984)

Heute sind noch im Lausitzer Revier im Einsatz:
Tagebau Jänschwalde
- 1504 SRs 1300 (Kohle)
- 1506 SRs 1300 (Kohle)
- 1523 SRs 1300 (Kohle)
- 1557 SRs 2000+VR (Vorschnitt)

Tagebau Nochten
- 1531 SRs 1301 (Kohle)
- 1535 SRs 1301 (Kohle)
- 1510 SRs 6300+VR (Vorschnitt)

Tagebau Reichwalde
- 1575 SRs 704 (Kohle)
- 1534 SRs 1301 (Kohle)
- 1571 SRs 2000+VR (Vorschnitt)

Tagebau Welzow-Süd
- 1496 SRs 630n (Tondeponie)
- 1530 SRs 1301 (Kohle)
- 1532 SRs 1301 (Kohle)
- 1519 SRs 6300+VR (Vorschnitt)

In Museen erhalten sind weiterhin:
- 1452 SRs 1200a (Bagger 1452 am früheren Tagebau Berzdorf)
- 1539 SRs 240 (Energiefabrik Knappenrode)

#### Bagger im Mitteldeutschen Revier
Tagebau Amsdorf
- 1447 SRs 1200a

Tagebau Profen
- 1541 SRs 1300
- 1553 SRs 1300
- 1511 SRs 2000+VR
- 1580 SRs 2000+VR[11]

Tagebau Vereinigtes Schleenhain
- 1548 SRs 320 (Kohle)
- 1554 SRs 703 (Kohle)
- 1566 SRs 703 (Kohle)
- 1512 SRs 1300 (z. Zt. in Remontage)
- 1517 SRs 1300 (Kohle)
- 1528 SRs 2000 (Vorschnitt)
- 1552 SRs 2000 (Vorschnitt)

In Museen erhalten sind:
- 1521 SRs 1300 (Ferropolis)
- 1547 SRs 1000n (Bergbau-Technik-Park am ehemaligen Tagebau Espenhain)

## Verlegung in andere Tagebaue
Um einen Braunkohlebagger in einen anderen Tagebau zu verlegen, gibt es entweder die Möglichkeit, ihn zu zerlegen und wieder zusammenzubauen, was sehr zeitaufwendig ist, oder – sofern keine größeren Hindernisse wie Flüsse im Weg sind –, ihn einfach über Land fahren zu lassen. Ein Braunkohlebagger hat ein Fahrwerk, fährt mit bis zu 10 m/min und ist geländegängig. In den letzten Jahren wurde insbesondere bei der Rheinbraun AG (heute RWE Power AG) letzteres Verfahren angewendet.
Bei der Verlegung bereiten Hindernisse vieler Art Probleme. So müssen Freileitungen vor der Ankunft des Baggers abgebaut und Straßen oder Bahnstrecken gesperrt und zum Schutz mit einer dicken Schicht Erdreich abgedeckt werden. Da Braunkohlebagger elektrischen Antrieb haben, werden sie bei solchen Aktionen über ein aufrollbares Kabel aus dem 25/30-kV-Netz mit Strom versorgt. Aufgrund der begrenzten Länge der Kabel werden überall entlang der Fahrtstrecke Klemmverbinder für die Zuleitungen, genannt „U-Boot“, installiert. Nach typischerweise 1000 bis 1400 Metern Fahrstrecke muss der Bagger von einem „U-Boot“ auf das nächste umgeklemmt werden.

### Durchgeführte Verlegungen der RWE Power
Beispiele für Verlegung von Tagebaugroßgeräten (Bagger und Absetzer) bei der RWE Power:
- 1982: Verlegung des Baggers 261 vom Tagebau Frechen zum Tagebau Frimmersdorf/Garzweiler. Das Großgerät überquerte 63 Hindernisse: 16 Kreis-, Land- und Bundesstraßen, die Bundesautobahn 4 (Köln – Aachen) zwischen Kerpen und Sindorf, 7 Eisenbahnstrecken und insgesamt 16 Wasserläufe. 23 Stromverbindungen (Freileitungen) mussten abgehängt werden. Dauer des Transports: 27. September bis 20. November 1982[12]
- 1986: Verlegung des Baggers 287, des Absetzers 739 und des Bandschleifenwagens (BSW) 944 vom Tagebau Fortuna-Garsdorf zum Tagebau Hambach. Die Großgeräte überquerten die Bundesautobahn 61 und zwei Eisenbahnstrecken.[13]
- 1992: Verlegung des Baggers 255, des Absetzers 737 und des Bandschleifenwagens (BSW) 939 vom Tagebau Garzweiler zum Tagebau Inden. Die Großgeräte überquerten die A61 direkt am Autobahndreieck Jackerath.
- 2001: Verlegung des Baggers 288 von Rheinbraun aus dem Tagebau Hambach zum Tagebau Garzweiler und Verlegung von Bagger 259 von Bergheim nach Hambach. Beide Bagger überquerten dabei die Autobahn 61[14].
- 2004: Verlegung des Absetzers 755 von Bergheim zum Tagebau Garzweiler und die gleichzeitig durchgeführte Verlegung von Bagger 260, Absetzer 744 und BSW 931 vom Tagebau Garzweiler zum Tagebau Hambach. Für den Transport wurde teilweise die gleiche Trasse genutzt.
- 2009: Verlegung des letzten Absetzers 756 samt Bandschleifwagen von Bergheim zum Tagebau Hambach von 19. August bis 2. September 2009.[15] Dabei mussten wieder die A 61 sowie die B 477, die Erft, die Erftbahn und mehrere Landstraßen gequert werden.

## Zwischenfälle beim Betrieb
- 1974 rutschte im Tagebau Fortuna der Rheinbraun AG ein Braunkohlebagger auf einer Tonscholle ab und drohte umzustürzen. Zu seiner Sicherung und Bergung wurde eine umfangreiche Aktion eingeleitet, die wohl die bis dato aufwändigste Maßnahme zur Bergung einer Arbeitsmaschine in Deutschland war.
- 1997 (Ende November) traten durch Klüftungssysteme in den Abraumschichten des Tagebaus Hambach 35.000 Liter Grundwasser pro Minute mit einer Temperatur von ca. 32 °C aus. Der Wassereinbruch konnte abgedichtet werden; dabei musste die RWE Power auf 200.000 Tonnen Kohle verzichten.
- 2001 blieb ein Bagger bei einem Transport vom Tagebau Bergheim zum Tagebau Hambach in einem alten Bohrteich stecken. Es mussten einige Ketten und Antriebe ausgewechselt werden. Danach konnte der Bagger unter zusätzlichem Einsatz von Hilfsgeräten (Planierraupen) freifahren und den Transport fortsetzen.
- 2005 kam es zu einem Unfall im Tagebau Hambach, als eine Planierraupe im Boden steckenblieb. Der Baggerfahrer sah die Planierraupe zu spät, so dass der Bagger mit dem Schaufelrad den knapp 40 Tonnen schweren Caterpillar D8R erfasste und ihn nach oben zog, wo er auf der Schaufelradaustragsschurre aufschlug. Der Fahrer des Bulldozers kam jedoch nicht zu Schaden, da er zuvor ausgestiegen war.[16]
- Am 29. August 2012 kam es um 03:45 Uhr im Tagebau Vereinigtes Schleenhain zu einem Böschungsbruch an der Altkippe des ehemaligen Tagebaus Regis IV. Die MIBRAG überbaggerte dort einen Altbergbaubereich, um die dortige Restkohle zu fördern. Die Rutschung wurde rechtzeitig bemerkt, so dass die drei auf den Geräten beschäftigten Arbeiter flüchten konnten. Eine Fluchtfahrt der Großgeräte aus dem Gefahrenbereich war jedoch nicht mehr möglich, so dass Bagger SRs 702 1554 und Bandwagen 811 in Schieflage gerieten. Die Bergung des Bandwagens erfolgte im Oktober 2012, er wurde mittels Fernsteuerung vom Bagger 1566 aus dem Rutschungsbereich gefahren. Der Bagger 1554 konnte im Januar 2013 mittels Litzenhubsystem aufgerichtet werden.

## Museen
Am Berzdorfer See bei Görlitz kann der Bagger 1452 des ehemaligen Tagebaus Berzdorf besichtigt werden.
Im Hessischen Braunkohle-Bergbaumuseum Borken befindet sich ein Schaufelradbagger. Er wurde im Jahr 1952 von der Firma Orenstein & Koppel Luebecker Maschinenbaugesellschaft konstruiert und war im Borkener Braunkohlerevier in der Kohlegewinnung eingesetzt. Das Großgewinnungsgerät ist circa 14 m hoch und etwa 30 m lang. Es wird den Museumsbesuchern im Demonstrationsbetrieb vorgeführt.
In Ferropolis, einem Freilandmuseum in der Nähe von Dessau, kann eine ganze Reihe ausgemusterter Tagebaugeräte besichtigt werden, darunter auch ein Schaufelradbagger vom Typ SRs 1300 (DDR-Nr. 1521).
Des Weiteren stehen im Bergbau-Technik-Park im Leipziger Neuseenland direkt an der Autobahn 38, unweit der Anschlussstelle Nr. 31 (Kreuz Leipzig-Süd) ein Absetzer (A2Rs-B10000.110, DDR-Nr. 1115) und ein Schaufelradbagger (SRs 1000n, DDR-Nr. 1547) zur Ansicht. (→ Karte)
Im Erlebnisbergwerk Merkers befindet sich der größte untertägige Schaufelradbagger der Welt, hergestellt vom „VEB Schwermaschinenbau Georgi Dimitroff Magdeburg“ (gebaut von 1986 bis 1988).
Um nach dem Ende der Kohleförderung im Rheinischen Revier einen Teil der Tagebautechnik zu erhalten, bemüht sich ein Verein. Insbesondere eine der weltgrößten Maschinen aus einem der dortigen Tagebaue soll dabei erhalten bleiben und in ein ähnliches Konzept wie Ferropolis eingebunden werden.

## Briefmarke
Im Rahmen der Dauermarkenserie Industrie und Technik der Deutschen Bundespost erschien am 15. Mai 1975 eine 100-Pf-Briefmarke mit Schaufelradmotiv.